# The Coats of Claude
The Coats of Claude è il settantaquattresimo album in studio del chitarrista statunitense Buckethead, pubblicato il 17 gennaio 2014 dalla Hatboxghost Music.
Si tratta del quarantacinquesimo disco appartenente alla serie "Buckethead Pikes".

## Tracce
Musiche di Buckethead.
1. The Coats of Claude – 13:26
2. Ghost in the Rocking Chair – 2:59
3. Animatronic Party Goers – 2:31
4. Dancing Backwards – 2:25
5. Forked Beak – 1:48
6. Dimly Backlit Eyeballs – 2:29
7. Headless Reflection – 4:21

## Formazione
- Buckethead – chitarra, basso, programmazione